# 赵川镇 (张家口市)
赵川镇，是中华人民共和国河北省张家口宣化区下辖的一个乡镇级行政单位。

## 行政区划
赵川镇下辖以下地区：
赵川村、义合庄村、董家窑村、黄土坡村、正南营村、要家房村、叶家房村、庄洼村、赵家房村、小村、小化家营村、大化家营村、水地庄村、趄柳树村、打狼窑村、李湖湾村、关子口村、李大人庄村、古城村、木匠房村、红庙湾村、大白阳村、张家窑村、拒兵堡村、二道岭村、涧口河村和安家窑村。